# Mokre Łąki (zbiornik)
Zbiornik Mokre Łąki – jezioro antropogeniczne utworzone w Truskawiu w gminie Izabelin w południowo-wschodniej części Kampinoskiego Parku Narodowego. Pod tą samą nazwą kryją się także pobliskie uroczysko oraz gminna oczyszczalnia ścieków. 

## Położenie i charakterystyka
Według podziału Jerzego Kondrackiego zbiornik, jak niemal cała Puszcza Kampinoska, leży w mezoregionie Kotliny Warszawskiej i w mikroregionie Południowego Pasa Bagiennego. Znajduje się w bezpośrednim sąsiedztwie zabudowań wsi Truskaw, około 10 km od granic Warszawy.
Z uwagi na zmienny poziom lustra wody (średnio jest to około 83 m n.p.m.) jego kształt jest zmienny, z wyjątkiem brzegu obok oczyszczalni, wzdłuż którego usypano groblę. Zmienna jest również głębokość, która maksymalnie wynosi 2,5 metra. Przy wyższych stanach wody, będzie się ona przelewać przez specjalną opaskę znajdującą się w północno-zachodniej części zbiornika i trafiać do Kanału Zaborowskiego.
Mimo że zbiornik niemal w całości zasilany jest wodami z pobliskiej oczyszczalni ścieków, spełnia on II klasę czystości. O dobrej jakości wody świadczy fakt, że w zbiorniku występują sporych rozmiarów ryby. 

## Historia powstania
Powstanie zbiornika nierozerwalnie wiąże się z budową położonej w jego bezpośrednim sąsiedztwie gminnej oczyszczalni ścieków "Mokre Łąki". Jej koncepcja pojawiła się jeszcze w latach 90., kiedy teren ten należał do gminy Stare Babice. Zanim rozpoczęto tę inwestycję zostało opracowane studium projektowe dotyczące odprowadzania wód na teren Kampinoskiego Parku Narodowego. Wody te miały bowiem wpadać bezpośrednio do Kanału Zaborowskiego, który, wpadając dalej do Kanału Łasica, płynie przez niemal cały teren Parku. Dlatego władze KPN-u postawiły warunek, że oczyszczone ścieki muszą spełniać II klasę czystości (według ówcześnie obowiązujących norm). Budowę oczyszczalni oficjalnie zakończono 10 listopada 2005 roku. W 2011 roku podpisano umowę na jej rozbudowę, która zgodnie z warunkami przetargu ma się zakończyć pod koniec 2012 roku. 
W 2005 roku na mocy porozumienia pomiędzy Kampinoskim Parkiem Narodowym a gminą Izabelin przystąpiono do budowy zbiornika Mokre Łąki. Dzięki zatrzymywaniu wód z oczyszczalni miała ona poprawić warunki hydrograficzne w okolicy. Wskutek melioracji terenów bagiennych Puszczy Kampinoskiej (co nastąpiło jeszcze w XIX wieku) poziom wód gruntowych na tym terenie znacznie bowiem opadł, szkodząc siedliskom bagiennym. Nie bez znaczenia jest także duża wrażliwość tego terenu na zmienne warunki pogodowe. Podczas suchych lat kampinoskie bagna całkowicie wysychają, a podczas wilgotnych poziom wód utrudnia ruch samochodowy oraz podtapia budynki. Budowę zbiornika oficjalnie zakończono 10 maja 2007 roku. Jego powstanie sfinansowano ze środków Wojewódzkiego Funduszu Ochrony Środowiska i Gospodarki Wodnej. 

## Wpływ na środowisko KPN-u
Zbiornik Mokre Łąki ustabilizował poziom wód gruntowych na terenie gminy Izabelin. Dzięki systematycznie doprowadzanej wodzie jej poziom przez cały rok pozostaje mniej więcej ten sam. Wcześniej teren ten, szczególnie latem i jesienią, systematycznie wysychał, teraz stale utrzymuje się tam lustro wody. Zbiornik pełni także ważną funkcję przy wysokich opadach. Zdaniem władz gminy Izabelin w 2011 roku dzięki niemu udało się uniknąć podtopień na dużą skalę, gdyż zadziałał on jak polder.
W tym samym roku oczyszczalnia "Mokre Łąki" pośrednio przyczyniła się do sporego zanieczyszczenia środowiska Puszczy Kampinoskiej. W styczniu 2011 r. nad gminą Izabelin przeszły intensywne opady deszczu, które podtopiły wiele mieszkań. Ich właściciele wypompowali wodę do kanałów sanitarnych. Ilość wody była jednak tak duża, że oczyszczalnia "Mokre Łąki" nie mogła jej przyjąć, stąd władze gminy zdecydowały się wylać ją na teren Kampinoskiego Parku Narodowego. Łącznie trafiło tam 1,2 tys. m sześć. ścieków. Jak wykazała kontrola Wojewódzkiego Inspektoratu Ochrony Środowiska, zrobiono to zgodnie z prawem. 

### Fauna
Bezpośrednią konsekwencją pojawienia się lustra na terenie uroczyska Mokre Łąki jest wyraźny wzrost występowania różnych gatunków ptaków związanych z obszarami podmokłymi. Zagnieździły się tutaj m.in. łyska, cyranka, kokoszka wodna i łabędź niemy. Dzięki zmiennej powierzchni zbiornika dalej można tu spotkać gatunki typowe dla wilgotnych łąk, takie jak czajka, bekas, derkacz czy żuraw. Ze zbiornika korzystają także gatunki migrujące – gęsi czy ptaki siewkowate.
Mokre Łąki stały się także ważnym miejscem rozrodu płazów. Można tam spotkać m.in. ropuchy zwyczajne oraz żaby moczarowe i wodne.

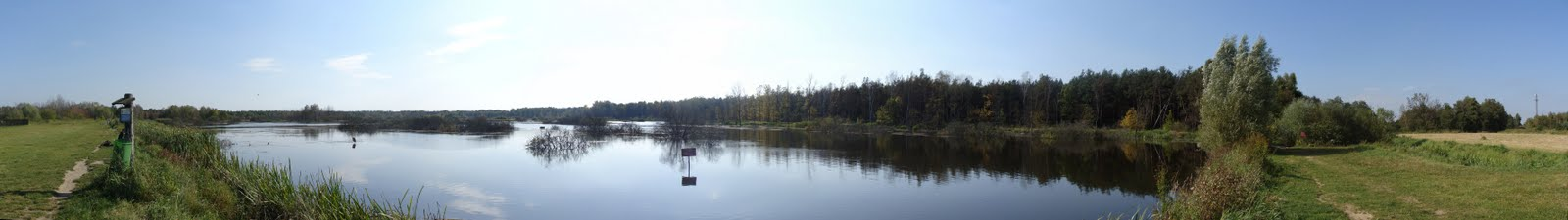
Panorama Mokrych Łąk